# 莫宗坚
莫宗坚（英語：Tzuong-Tsieng Moh，1940年11月5日—），台灣外省人，美籍华裔数学家，普渡大学数学系教授，主要领域包括交换代数、代数几何等。

## 生平
莫宗坚早年就读于台中一中，1958年考入国立台湾大学化学系，次年转入数学系学习。1962年毕业后前往美国普渡大学数学系留学，师从知名数学家Shreeram Shankar Abhyankar，1969年获博士学位。毕业后在普渡大学任助理教授，后于1971年至1972年间任职于普林斯顿高等研究院。1972年起任教于明尼苏达大学，1975年升任副教授。同年起回到普渡大学任教，1983年起升任教授。